# Pero micca
Pero micca là một loài bướm đêm trong họ Geometridae.